# Гоньи, Иосу
Иосу Гоньи Леос (исп. Iosu Goñi Leoz, род. 4 января 1990, Памплона) — испанский гандболист, играющий на позиции левого защитника. Известен как игрок клубов «Адемар Леон» и «Пей д’Экс», а также испанской национальной сборной. Победитель чемпионата Европы 2018 года в Хорватии, бронзовый призёр Средиземноморских игр в Таррагоне.

## Биография
Иосу Гоньи родился 4 января 1990 года в городе Памплона автономного сообщества Наварра.

### Клубная карьера
Дебютировал на профессиональном уровне в 2009 году в составе команды «Адемар Леон», где отыграл в течение пяти сезонов. В это время регулярно принимал участие в испанской премьер-лиге АСОБАЛ, каждый раз попадая в пятёрку лучших клубов страны.
Когда в 2013 году у «Леона» возникли финансовые трудности, Гоньи перешёл в катарскую команду Al-Quiyada, но надолго здесь не задержался и вскоре стал игроком французского клуба «Пей д’Экс» из города Экс-ан-Прованс, где оставался в течение многих последующих лет. Показывал здесь достаточно высокие результаты, в частности уже в первом сезоне в 26 матчах забросил 89 мячей, тем самым заслужив место в основном составе команды.

### Карьера в сборной
Впервые сыграл за национальную сборную Испании в 2014 году, выйдя на площадку в матче против сборной Швейцарии.
В 2017 году принял участие в чемпионате мира во Франции. На групповом этапе испанцы победили всех пятерых своих соперников, затем в 1/8 финала со счётом 28:27 одолели сборную Бразилии, но на стадии четвертьфиналов 29:30 проиграли Хорватии. Таким образом, расположились в итоговом протоколе соревнований на пятой строке.
Гоньи представлял страну и на триумфальном для Испании чемпионате Европы 2018 года в Хорватии. На предварительном этапе его команда выиграла у Чехии и Венгрии, но проиграла Дании. В основном раунде испанцы победили Македонию, проиграли Словении, взяли верх над Германией, разместившись в группе на второй позиции. На стадии плей-офф со счётом 27:23 одержали победу над Францией в полуфинале, тогда как в решающем финальном матче 29:23 одолели Швецию — тем самым впервые в своей истории завоевали золото европейского первенства.
Позже Иосу Гоньи выиграл бронзовую медаль в мужском гандболе на домашних Средиземноморских играх 2018 года в Таррагоне.